# (6637) Inoue
(6637) Inoue (1988 XZ) – planetoida z pasa głównego asteroid okrążająca Słońce w ciągu 3 lat i 268 dni w średniej odległości 2,41 j.a. Została odkryta 3 grudnia 1988 roku. Przed nadaniem nazwy planetoida nosiła oznaczenie tymczasowe (6637) 1988 XZ.